# 斉藤とも子
斉藤 とも子（さいとう ともこ、1961年〈昭和36年〉3月14日 - ）は、兵庫県神戸市北区出身の女優。本名およびデビュー当時の芸名は斉藤友子（読みは同じ）。社会福祉学者・社会福祉士。東洋大学社会学部卒業、元神戸親和女子大学客員教授（2015-2020年）。血液型はAB型。

## 来歴・人物
父は郵政省内医院の医師、兄弟は妹がひとり。元夫の芦屋小雁との間に1男1女がいる。
1972年頃
小学6年生の頃、母親を癌で亡くした。1975年に同じ境遇の家庭をテーマにした、日本テレビのドラマ『微笑』を見て感激し、それをきっかけに芸能界の道を志す。東京新社付属神戸養成所入所、父の転勤で上京したことにより、東京都新宿区にある同養成所に移籍。
1976年
NHKで放映された『明日への追跡』（少年ドラマシリーズ）でデビュー。
1978年
『若い広場』（NHK教育テレビ）の中のコーナー「マイブック」で聞き手を務め注目を集めた。『青春ド真中！』、『ゆうひが丘の総理大臣』など、学園ドラマでの「優等生の生徒役」を多く演じた。以後、少年向けドラマ番組への出演が多数。東京都立代々木高等学校2年で中退。
1979年
占い師のアドバイスにより芸名を「斉藤とも子」に変える(映画「悪魔が来りて笛を吹く」のパンフレットを参考)
『車輪の一歩』（『男たちの旅路』第4部）で、身体障害者である主人公を演じた。
初のシングルレコード「風のように」を日本フォノグラム（現在のユニバーサルミュージック）から発売。
1982年
映画『ひめゆりの塔』に出演。
1987年
芦屋小雁と結婚（1995年に離婚）。
1995年
タイをテレビドキュメンタリーのレポーターとして訪れ、スラムでの生活を見て共感を覚える。
1999年
芸能活動優先のため東京都立代々木高校を中退したので大学入学資格検定受検を経て、東洋大学社会学部社会福祉学科に合格。
2003年
東洋大学大学院に進学し、原爆小頭症患者と家族の会「きのこ会」を知る。
2005年
同大学院社会学研究科福祉社会システム専攻修了。
論文集『きのこ雲の下から、明日へ』を上梓。
2006年
広島の原爆を扱ったオーディオドラマ『夕凪の街 桜の国』（FMシアター）に出演。
2011年8月6日
マツダスタジアムでプロ野球公式戦ナイター広島-巨人戦の前に詩「8月6日」を朗読。

## 出演

### 映画
- 悪魔が来りて笛を吹く（1979年）
- 金田一耕助の冒険（1979年）
- わが青春のイレブン（1979年）
- 父よ母よ!（1980年）
- ヘリウッド（1982年）
- ひめゆりの塔（1982年）
- せんせい（1983年）
- こむぎいろの天使 すがれ追い（1999年）
- 草の乱（2004年）
- まぼろしの邪馬台国（2008年）
- 朝日のあたる家（2013年）
- 永遠の0（2013年）
- 野のなななのか（2014年）
- 向日葵の丘・1983年夏（2015年）
- 海難1890（2015年）
- 一粒の麦 荻野吟子の生涯（2019年）

### テレビドラマ
- 事件ファイル110 甘ったれるな 第11話（1976年、TBS）
- 連続テレビ小説（NHK）
  - 雲のじゅうたん（1976年） - 小野間良子
  - ぴあの（1994年） - 北川美佐子
- 明日への追跡（1976年 NHK）
- 花神（1977年 NHK大河ドラマ） - 杉文
- 赤い絆（1977年 TBS） - 小島明子
- 白い荒野 第1話・第2話（1977年 TBS）
- 死のかなたまでも（1977年 CX）
- 薔薇海峡（1978年 TBS） - 川島真弓
- 青春ド真中!（1978年 NTV） - 宮本典江
- ゆうひが丘の総理大臣（1978年 NTV） - 岡田君子
- 優しい時代 第1話「若い恋人たち」（1978年 NHK）
- 江戸の牙 第4話「逆転! 八万両の行方」（1978年、ANB）
- 男たちの旅路 第4部「車輪の一歩」（1979年 NHK） - 前原良子
- 青春諸君!（1979年 TBS）
- 太陽にほえろ! 第390話「二十歳の殺人」（1980年 NTV） - 森口みどり
- 大捜査線 第20話「受験戦線異状あり」（1980年、CX）
- 額田女王（1980年、ABC）
  - 前編「くれないの恋」
  - 後編「むらさきの歌」
- 突然の明日（1980年 TBS）
- それゆけ!レッドビッキーズ　第1話〜第25話（1980年 ANB） - 星野ゆかり
- 俺んちものがたり!（1980年 TBS）
- 旅がらす事件帖 第1話「あれが噂の道中奉行」（1980年 KTV） - おゆき
- 土曜ワイド劇場
  - 「怪奇! 金色の眼の少女」（1980年12月27日）
  - 「純愛連続殺人1　血塗られたウェディングドレス」（1981年2月21日）
  - 「純愛連続殺人2　すすり泣く水子地蔵」（1982年3月20日）
  - 「疑惑の男」（1984年9月22日）
  - 西村京太郎トラベルミステリー6 『寝台特急「北陸」殺人事件』（1985年1月5日）
  - 山村美紗サスペンス『京都不倫旅行殺人事件』（1986年11月1日）- 野川ユミ
  - 救急救命士・牧田さおり（2007年）
- 思えば遠くへ来たもんだ（1981年、TBS）
- 傑作推理劇場 赤川次郎の善の研究（1981年、ANB）
- 部長刑事（第1202話）1200回シリーズ「－人間その罪－　出口の消えた部屋」（1981年、ABC）
- いのち燃ゆ（1981年 NHK） - お雪 役（第16話以降）
- 青春INGS ゆう子とヘレン（1982年 KTV） - ゆう子
- ハウスこども傑作劇場「なきむし魔女先生　前編・後編（1982年、ANB）
- 東芝日曜劇場（TBS）
  - 第1315回「先斗町袋小路」（1982年）
  - 第1650回「現代お見合い事情」（1988年）
- 火曜サスペンス劇場 （NTV）
  - 「誰かが死んでいた」（1982年）
  - 「妻の定年　私は狙われている（1985年）
- 木曜ゴールデンドラマ （YTV）
  - 「まぼろしの初夜」（1982年）
  - 「死者と栄光への挽歌」（1982年）
  - 「死刑執行四十八時間」（1984年）
  - 「裁かれしもの」（1985年4月25日）
  - 「不死身の女と殺人同盟」（1985年7月11日）
- 銀河テレビ小説（NHK）
  - かぐわしき日々の歌 （1983年） - 宮崎温子
  - やどかりは夢をみる（1984年） - 小峰雪
- 大岡越前（TBS / C.A.L）
  - 第7部 第10話「薬袋に仕掛けた罠」（1983年6月27日） - お香
  - 第14部 第11話「狐火の五千両」（1996年8月26日） - お栄
- ザ・サスペンス （TBS）
  - 「日本一周「旅号」殺人事件」（1983年4月9日）
  - 「熊さんの警察手帖」（1984年）
- 大奥（1983年 KTV）
  - 第6話「一に引き、二に運、三に度胸」 - おうた
  - 第7話「種馬とれんげ草」 - おうた
  - 第13話「子連れ将軍と五人の女」 - おうた
  - 第40話「消えた女の伝説」 - おさえ
  - 第41話「疑惑の小公女」 - おさえ
- 血の絆（1983年、MBS）
- 時代劇スペシャル「松本清張のかげろう絵図」（1983年、CX）
- 事件記者チャボ! 第13話「チャボが怒ったらこわいぞ…」（1984年、NTV / ユニオン映画） - 礼子
- 新・なにわの源蔵事件帳 第14話「三人組の正体」（1984年、NHK）
- 夏の怪談シリーズ「新妻地獄」（1984年、KTV）
- 花王名人劇場 第14話「帰ってきた！ 裸の大将放浪記」（1984年、KTV） - サチコ
- 未婚の母でごめんね（1986年、TX）
- 南町奉行事件帖 怒れ!求馬 第6話「消えた女囚」（1997年、TBS / C.A.L） - お政
- 水戸黄門（TBS / C.A.L）
  - 第25部 第17話「幸せ運ぶ青い犬 -久留米-」（1997年4月21日） - おたけ
  - 第26部 第20話「おいらのちゃんは日本一 -倉吉-」（1998年6月29日） - おゆう
  - 第27部 第8話「黄門様はニセ黄門!? -横手-」（1999年5月10日） - お政
- 天の瞳（2000年）
- ウルトラQ dark fantasy（2004年）第22話「カネゴンヌの光る径」 - ハナエの母・陽子
- ウルトラマンメビウス（2006年）第32話「怪獣使いの遺産」 - 園長
- 水曜ミステリー9（テレビ東京）
- さすらい署長 風間昭平7（2007年10月31日） - 坂崎民子
- 土曜ドラマ（NHK）
  - 　再生の町（2009年9月） - 檜山治子
  - 64（ロクヨン）（2015年4月） - 松岡郁江

### ナレーション
映画
- 神戸ポートアイランド博覧会 ダイエーパビリオン体験劇場『ワールドコースター<地球一周19分>』（1981年）
- ドキュメンタリー映画『ボクラの島を忘れない』（2005年）語り
- 祝の島（2010年）
- かづゑ的（2024年）

テレビ
- ドキュメンタリー番組『ホッキョクグマと暮らす極北の町チャーチル〜写真家・Hisaの絆』（2007年1月2日、BSジャパン）
- ETV特集「原爆にさわる 被爆をつなぐ　〜長崎・被爆二世 戦後70年をこえて〜」（2015年9月12日、NHK Eテレ）[8]
- 被爆75年 未来へ『おーい、聴こえますか?被爆75年・ヒロシマから』（2020年8月6日、中国放送）

### 舞台
- わたしの愛の巣（1984年、三越劇場）
- 新・なにわの源蔵事件帳（1984年、名鉄ホール）
- 娘よ（名鉄ホール）
- きらめく星座 - 昭和オデオン堂物語 -（1985年、紀伊國屋ホール）
- キネマの天地（1986年、日生劇場）
- イーハトーボの劇列車（1986年、本多劇場）
- 父と暮らせば（1999年、紀伊國屋サザンシアター）
- かもめ来るころ - 松下竜一と洋子 -（2009年）
- 熱風（2013年、赤坂レッドシアター）
- 痕跡（あとあと）（2014年、青山円形劇場）
- 五十億の中で ただ一人（2025年公演予定、赤坂RED/THEATER）[9]

### バラエティー番組
- 映像クイズ・ア!知ッテレビジョン（1981年 フジテレビ）レギュラー解答者
- トナリｎｏとなり（1992年10月 関西テレビ／エイトプロ）月ー水曜司会

### その他のテレビ番組
- パソコンサンデー 司会　テレビ東京（制作：テレビ大阪）

### CM
- ソニー　Pure Heart Audio『忘れていた時間篇』（2007年3月26日 - ）妻役　北見敏之と共演

### 吹き替え
- スクラッフィと仲間たち
- スヌーピーとチャーリーブラウン（サリー・ブラウン）

## ディスコグラフィ
- 全てフィリップス・レコードからリリース

### シングル
| # | 発売日          | A/B面 | タイトル             | 作詞         | 作曲       | 編曲       | 規格品番 |
| - | --------------- | ----- | -------------------- | ------------ | ---------- | ---------- | -------- |
| 1 | 1979年 6月5日   | A面   | 風のように           | 五十嵐ひろみ | 藤本あきら | 高橋洋一   | FS-2145  |
| 1 | 1979年 6月5日   | B面   | サーフサイド・ボーイ | 松岡志奈     | 高橋洋一   | 高橋洋一   | FS-2145  |
| 2 | 1979年 12月20日 | A面   | 青春プラスアルファ   | 松岡志奈     | 馬飼野康二 | 馬飼野康二 | FS-2164  |
| 2 | 1979年 12月20日 | B面   | 陽のあたる坂道       | るい         | 大塚博堂   | 戸塚修     | FS-2164  |
| 3 | 1980年 10月25日 | A面   | 私は、今…            | 麻木かおる   | 京建輔     | 京建輔     | 7PL-15   |
| 3 | 1980年 10月25日 | B面   | 春の輝く光の中で     | 上原正三     | 京建輔     | 京建輔     | 7PL-15   |

### タイアップ曲
| 年     | 楽曲      | タイアップ                                                  |
| ------ | --------- | ----------------------------------------------------------- |
| 1980年 | 私は、今… | テレビ朝日系テレビドラマ「それゆけ!レッドビッキーズ」挿入歌 |

## 書籍

### 単行本
- 青春の時間割（1979年4月、現代新社） - エッセイ
- マイブック（1980年9月、講談社） - 聞き手　『若い広場』（NHK教育テレビ）の「マイブック」コーナーの一部を収録
- きのこ雲の下から、明日へ（2005年8月、ゆいぽおと、ISBN 4-87758-401-3） - 自身の修士論文を元に加筆したもの

### 写真集
- ありがとうあなた（1979年7月、ペップ出版） - フォト&エッセイ